# Štětín (Pardubice)
Štětín je malá osada, součást Mnětic, spolu s nimi patří do pardubického městského obvodu IV. Leží na levém břehu Chrudimky nedaleko mostu sloužícího silničce spojující Mnětice a silnici mezi Žižínem a Hostovicemi.

## Historie
Původně byla na místě dnešní osady stejnojmenná ves, ta zanikla za třicetileté války. Je doložena také tvrz, jejíž přesné umístění však není známo. Dnes je osada tvořena dvěma čísla popisnými – 17 (bývalý dvůr) a 18 (bývalý mlýn), počítat k ní můžeme také tři chaty stojící na levém břehu Chrudimky u mostu. Mlýn mlíval na vodu z rybníka napájeného dodnes existujícím náhonem, začínajícím na jezu u vsi Tuněchody.

## Fotogalerie

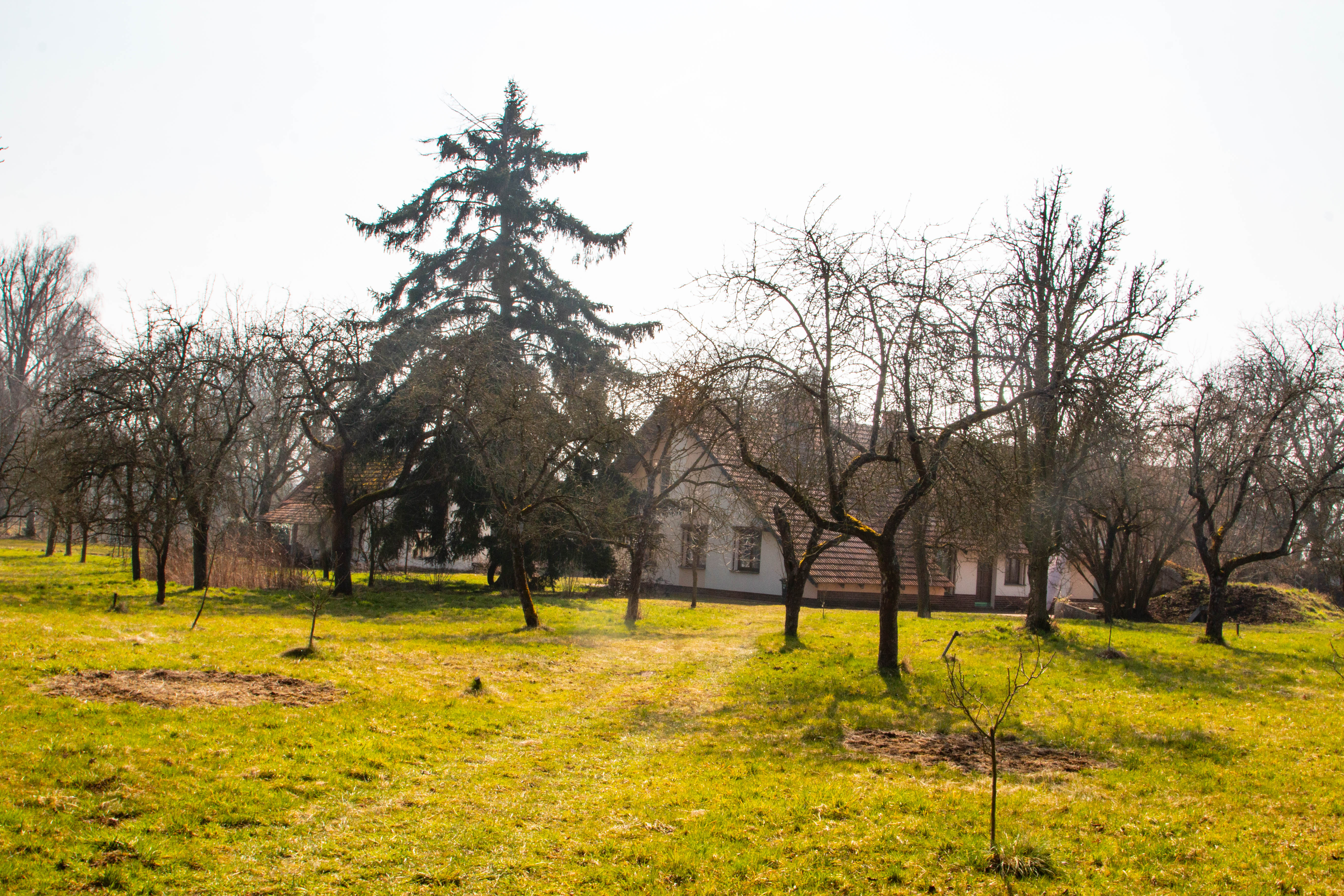
Osada Štětín u Mnětic
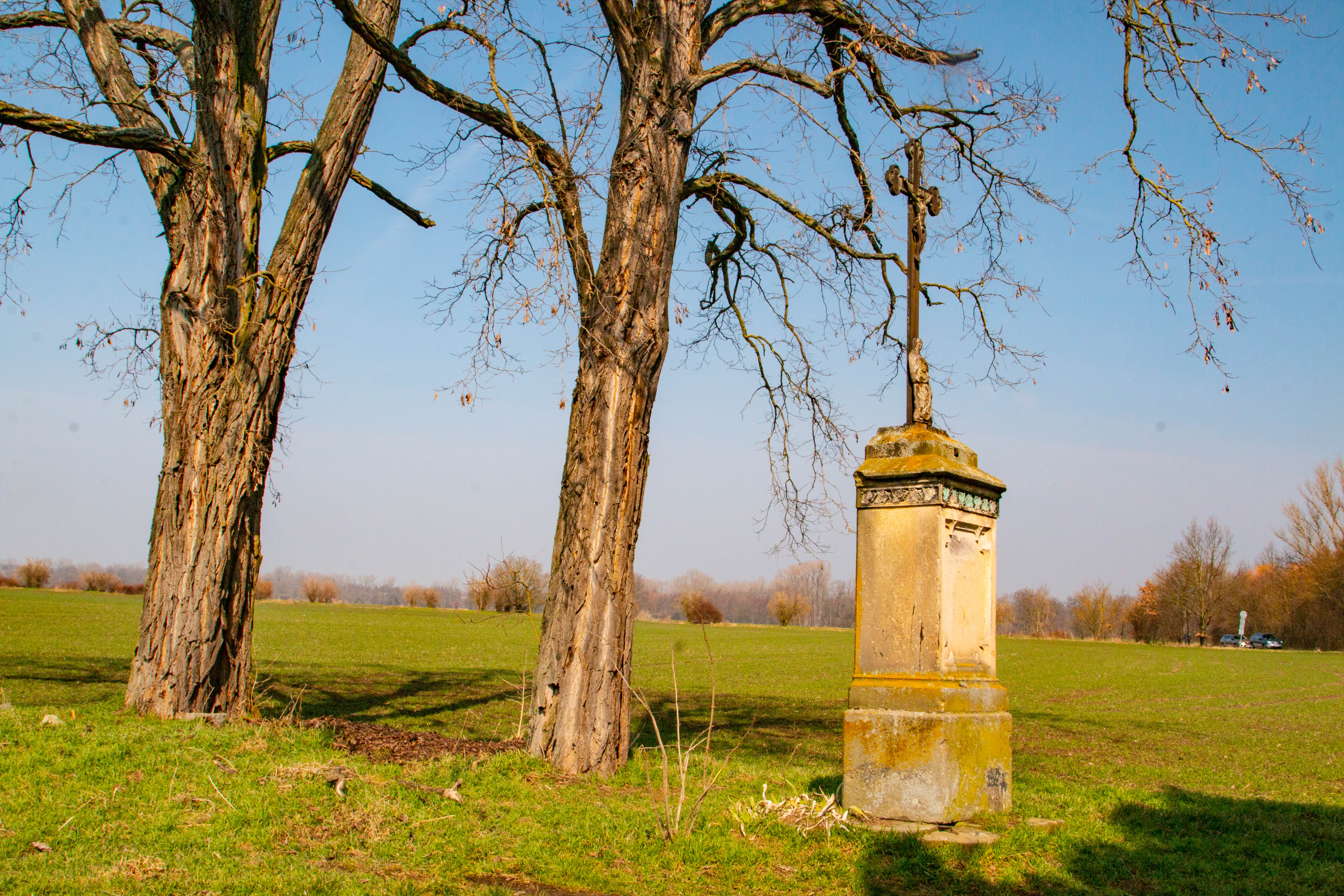
Kříž u osady Štětín